# Tupolev

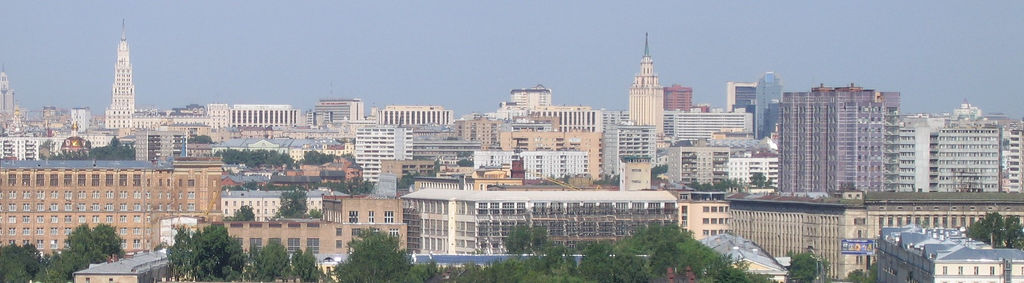
Trụ sở Tupolev

Tupolev (tiếng Nga: Туполев) là một công ty hàng không và quốc phòng Nga. Tên chính thức của Tupolev là Công ty cổ phần công cộng Tupolev. Đây là công ty kế tục của Tupolev OKB hay Văn phòng thiết kế Tupolev nổi tiếng (OKB-156, phòng thiết kế với tiền tố Tu) do kỹ sư hàng không nổi tiếng Xô viết Andrei Tupolev đứng đầu. Chính phủ Nga hiện có kế hoạch hợp nhất Tupolev với các công ty sản xuất máy bay khác như Mikoyan, Ilyushin, Irkut, Sukhoi, và Yakovlev thành Tập đoàn Hàng không Hợp nhất.

## Giới thiệu
Phạm vi hoạt động của PSC Tupolev gồm phát triển, chế tạo và sửa chữa các sản phẩm hàng không dân dụng và quân sự như máy bay và các hệ thống vũ khí. Nó cũng hoạt động mạnh trong lĩnh vực kỹ thuật tên lửa và hàng không hải quân. Trong suốt thời gian tồn tại của mình, PSC Tupolev đã hoàn thành hơn 300 dự án. Hơn 18.000 máy bay Tupolev đã được sản xuất tại Liên Xô và Khối Đông Âu.

## Lịch sử
Tupolev OKB do Andrei Nikolayevich Tupolev thành lập năm 1922. Các cơ sở của nó chỉ phục vụ nhu cầu nghiên cứu hàng không và thiết kế máy bay, việc chế tạo được giao cho các công ty khác. Tupolev OKB đã đảm nhiệm nghiên cứu toàn bộ các máy bay kim loại trong thập kỷ 1920.

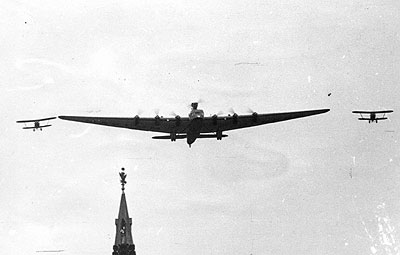
Tupolev ANT-20 Maxim Gorky, máy bay lớn nhất thập kỷ 1930, được dùng trong chiến dịch tuyên truyền của Stalin và thường bay trên bầu trời Moskva.

Trong số những thành quả lớn nhất ở giai đoạn này có loại máy bay ném bom hạng nặng, với thiết kế của Tupolev đạt tới mức tiêu chuẩn trong nhiều năm sau trong phát triển máy bay hạng nặng cho cả mục đích dân sự và quân sự.
Trong Chiến tranh thế giới thứ hai, chiếc Tu-2 'Bat' bằng kim loại, hai động cơ là một trong những máy bay ném bom mặt trận tốt nhất của Liên Xô. Nhiều biến thể của nó đã được sản xuất với số lượng lớn từ năm 1942. Trong chiến tranh, thân máy bay được chế tạo bằng gỗ vì khan hiếm kim loại.
Năm 1945, bốn chiếc Siêu pháo đài bay B-29 của Boeing đã hạ cánh xuống lãnh thổ Xô viết sau một phi vụ tại Nhật Bản. Chúng nhanh chóng được văn phòng thiết kế mô phỏng và hình thành nên loại máy bay ném bom chiến lược liên lục địa đầu tiên của Xô viết, chiếc Tu-4 'Bull' ("Bull" là tên hiệu của NATO), lần đầu tiên cất cánh năm 1947 và được sản xuất với số lượng đáng kể. Tu-4 là kiểu riêng biệt trong giai đoạn phát triển thời hậu chiến của Tupolev, nhiều chiếc máy bay quan trọng thời gian sau này có đặc tính kỹ thuật trái ngược với máy bay của Boeing.
Tiếp sau loại máy bay này, Tupolev phát triển máy bay ném bom động cơ phản lực Tu-16 'Badger', dựa trên phiên bản phóng to của thân B-29/Tu-4, sử dụng cánh chéo phía sau nhằm có được tính năng hoạt động tốt nhất ở tộc độ thấp hơn tốc độ âm thanh.
Khi máy bay dùng động cơ turbin phản lực không có đủ hiệu suất sử dụng nhiên liệu để hoạt động ở tầm liên lục địa thật sự, người Sô viết quyết định phát triển một máy bay ném bom mới, Tu-20 'Bear', thường được gọi là Tu-95. Cả loại máy bay này cũng dựa trên thân và thiết kế kết cấu của Tu-4, nhưng được trang bị bốn động cơ turbin phản lực cánh quạt Kuznetsov NK-12 khổng lồ khiến nó vừa có tốc độ của máy bay phản lực vừa có tầm hoạt động lớn. Nó hiển nhiên trở thành loại máy bay ném bom liên lục địa của Sô viết, với tầm hoạt động liên lục địa và tính năng tương tự như máy bay phản lực. Ở nhiều khía cạnh, loại máy bay này tương tự với B-52 Stratofortress của Boeing, nó trở thành một máy bay ném bom chiến lược và đảm nhiệm nhiều vai trò khác, gồm cả trinh sát và chống tàu ngầm.
Tu-16 được phát triển thành loại Tu-104 'Camel' dân sự, thỉnh thoảng là loại máy bay phản lực dân sự duy nhất hoạt động sau khi xảy ra vụ tai nạn máy bay De Havilland Comet. Tu-95 đã trở thành cơ sở phát triển cho loại máy bay chở khách tầm trung tới tầm xa duy nhất Tu-114 'Cleat', máy bay động cơ turbin phản lực nhanh nhất thế giới. Một đặc điểm chung ở các loại máy bay Tupolev hạng lớn dưới tốc độ âm thanh là những khoang chứa (pod) lớn phía sau cánh lái đuôi của cánh, giữ thiết bị hạ cánh máy bay. Nó cho phép máy bay sử dụng thiết bị hạ cánh chế tạo từ nhiều lốp áp suất thấp, rất có giá trị khi sử dụng trên những đường băng chất lượng thấp phổ biến ở Liên Xô thời đó. Ví dụ máy bay chở khách Tu-154 'Careless' của Liên Xô tương đương với chiếc Boeing 727 có 14 lốp, số lượng bằng với loại máy bay 777-200 lớn hơn của Boeing.
Thậm chí trước khi các chuyến bay đầu tiên của Tu-16 và Tu-20/Tu-95 diễn ra, Tupolev đã nghiên cứu các máy bay ném bom hạng năng siêu thanh tốc độ cao, kết quả là loại Tu-98 'Backfin' không thành công. Dù máy bay đó không bao giờ được đưa vào sử dụng, nó đã trở thành cơ sở cho mẫu chiếc Tu-102 (sau này được phát triển thành interceptor Tu-28 'Fiddler') và chiếc Tu-105, sau này phát triển thành máy bay ném bom siêu thanh Tu-22 'Blinder' ở giữa thập kỷ 1960. Với ý định trở thành đối trọng của chiếc Convair B-58 Hustler, Tu-22 'Blinder' đã cho thấy khả năng của nó kém hơn, dù nó có thời gian phục vụ dài hơn loại máy bay Mỹ. Trong lúc ấy Phòng "K" đã được Tupolev lập ra, với nhiệm vụ thiết kế những máy bay trinh sát không người lái như Tu-139 và Tu-143.

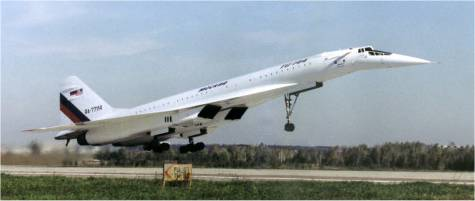
Máy bay siêu thanh Tu-144

Thập kỷ 1960 là thời kỳ vươn lên nắm quyền của con trai A. N. Tupolev, là A. A. Tupolev. Nhiệm vụ của ông gồm phát triển loại máy bay chở khách siêu thanh đầu tiên trên thế giới Tu-144 'Charger', máy bay chở khách thông thường Tu-154 'Careless' và máy bay ném bom chiến lược Tu-22M 'Backfire'. Tất cả những phát triển đó đã cho phép Liên bang Xô viết hoàn thành mục tiêu thiết lập thế quân bằng chiến lược trong hàng không dân sự và quân sự với phương Tây.
Trong thập kỷ 1970, Tupolev tập trung nỗ lực vào việc cải thiện tính năng của máy bay ném bom Tu-22M, các biến thể của nó gồm máy bay hoạt động trên biển. Cũng vì số lượng quá lớn của loại máy bay này dẫn tới các hiệp ước SALT I và SALT II. Hiệu năng và tính năng của Tu-154 đã được cải thiện tới đỉnh cao của nó ở chiếc Tu-154M.

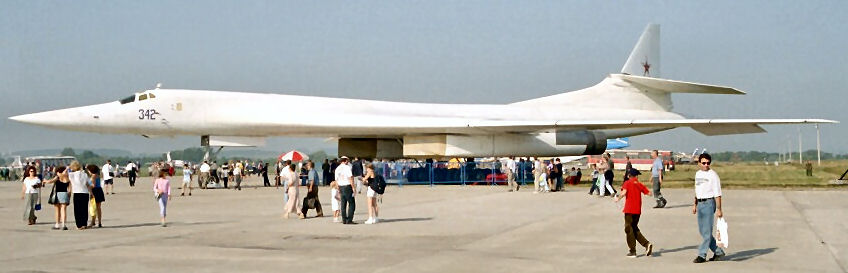
Tu-160, máy bay ném bom cuối cùng của Sô viết

Trong thập kỷ 1980 phòng thiết kế này đã phát triển loại máy bay ném bom siêu thanh chiến lược Tu-160 'Blackjack'. Đặc điểm chính của nó là cánh biến đổi. Ở một số mặt Tu-160 có tính năng tốt hơn so với các đối thủ phương Tây như Rockwell B-1B Lancer, nhưng việc Liên Xô tan rã khiến sự phát triển của nó chậm lại và nhiều vấn đề trước đó không bao giờ được sửa chữa ở mức độ thích hợp.

## Thời hậu Xô Viết
Cùng với sự chấm dứt Chiến tranh lạnh, công việc nghiên cứu tập trung vào máy bay dân sự dưới tốc độ âm thanh, chủ yếu là mức độ kinh tế trong vận hành và các loại nhiên liệu thay thế. Những phát triển gồm fly-by-wire, động cơ turbin cánh quạt phản lực có lỗ phun phụ hiệu suất cao hơn và hình dạng khí động học tiên tiến hơn đáp ứng yêu cầu máy bay vận chuyển thế kỷ 21 như loại Tu-204/Tu-214, Tu-330 và Tu-334.
Những dự án hiện nay của Tupolev:
- phát triển thêm dòng Tu-204/214 và TU-334
- phát triển máy bay vận tải Tu-330, máy bay tầm ngắn (regional) Tu-324
- nghiên cứu những khía cạnh ứng dụng của máy bay dùng nhiên liệu thay thế
- hiện đại hóa Hàng không hải quân và Không quân Nga

## Các đời lãnh đạo
- Andrei Nikolayevich Tupolev là người lãnh đạo thiết kế tại Viện Thủy động lực học-Hàng không Trung tâm tại Mátxcơva (TsAGI) từ năm 1929 tới khi ông mất năm 1972. Văn phòng thiết kế này đã chế tạo hầu như toàn bộ máy bay ném bom và máy bay dân dụng.
- Alexei Tupolev, con trai của Andrei Tupolev, cũng là một nhà thiết kế máy bay tiếng tăm. Bản thiết kế nổi tiếng nhất của ông là chiếc máy bay chở khách siêu thanh Tu-144. Ông đã lãnh đạo Tupolev tới khi mất năm 2001.

## Máy bay Tupolev
Văn phòng này đã thực hiện rất nhiều bản thiết kế. Những loại được đưa vào chế tạo hàng loạt có thể lên tới 4.500 chiếc như đối với Tu-2. Tuy nhiên, nhiều chiếc đã chết yểu sau giai đoạn thực nghiệm, với chỉ một số mẫu được chế tạo. Chúng bị từ bỏ vì những thay đổi trong quân sự hay tình hình chính trị. Nhiều biến thể thực nghiệm đó là những nấc thang dẫn tới thành công của những phiên bản chế tạo hàng loạt. Ở phương Tây, máy bay Sô viết thường được biết đến theo tên hiệu của NATO. Chúng được ghi chú ở bất kỳ nơi nào có thể.

### Máy bay thời kỳ đầu
- Tàu lượn Tupolev vào năm 1922.

### Máy bay dùng động cơ piston thời gian đầu
- ANT-1 - Máy bay đầu tiên của A.N.T. và là máy bay đầu tiên do Liên Xô chế tạo. Thiết kế dùng nhiều loại vật liệu. Công việc đã bắt đầu từ năm 1911. Lắp ráp từ năm 1922. Thử nghiệm đã bị bãi bỏ vì trục trặc động cơ.
- ANT-2 - Máy bay chở hai hành khách. Loại máy bay hoàn toàn kim loại đầu tiên của Xô viết.
- ANT-3/R-3 - Máy bay trinh sát hai tầng cánh, hai ghế ngồi. 1925. Khoảng 100 chiếc đã được sản xuất.
- ANT-3 Pervenets - tàu phóng ngư lôi (không phải là máy bay!). Nó được đưa xuống nước ngày 14 tháng 3 năm 1928.
- ANT-4/TB-1 - Máy bay ném bom hạng nặng một tầng cánh hoàn toàn kim loại, hai động cơ (M-17B). 1929. 212 đã được sản xuất. Có phiên bản chở hàng G-1.
- ANT-5 - Mẫu của máy bay chiến đấu I-4. Máy bay đầu tiên do Pavel Sukhoi thiết kế và bay lần đầu tiên vào năm 1927. 369 chiếc đã được sản xuất. I-4 đưa vào sử dụng năm 1928-1933.
- ANT-6/TB-3 - Phát triển bốn động cơ của TB-1. 1930. Có hai phiên bản chở hàng G-2.
- ANT-7/R-6/KR-6/MR-6 - Phát triển của TB-1 cho nhiệm vụ trình sát (R-6), "tuần tiễu" (máy bay chiến đấu hộ tống, KR-6), và tuần tra trên biển/máy bay phóng ngư lôi (MR-6). 1929.
- ANT-8/MDR-2 - Thủy phi cơ trinh sát tầm xa.1931.
- ANT-9/PS-9: Máy bay chở khách 3 động cơ, 1929.
- ANT-10/R-7: Mẫu thử máy bay ném bom/trinh sát hạng nhẹ, 1930.
- ANT-11/MTBT: Đề án tàu bay, 1929.
- ANT-12/I-5: Mẫu thử máy bay tiêm kích hai tầng cánh, 1930. Sau chế tạo với tên Polikarpov I-5.
- ANT-13/I-8: Mẫu thử tiêm kích/tiêm kích đánh chặn, phát triển từ ANT-12, 1930.
- ANT-14 Pravda - Máy bay tuyên truyền hạng lớn một tầng cánh, một động cơ.
- ANT-15/DI-3: Đề án máy bay tiêm kích hai chỗ, 1930.
- ANT-16/TB-4 - Phiên bản sáu động cơ của TB-3, thế hệ sau của ANT-20.
- ANT-17/TShB: Mẫu thử máy bay cường kích, 1933.
- ANT-18/TShB: Máy bay cường kích 2 động cơ, phát triển từ ANT-7.
- ANT-19: Đề án máy bay chở khách.
- ANT-20 Maxim Gorky - Máy bay chở hàng hạng nặng tám động cơ/máy bay tuyên truyền.
- ANT-21/MI-3 - Máy bay chiến đấu nhiều chỗ ngồi. Phát triển của R-6. 1932.
- ANT-22/MK-1 - Thủy phi cơ trinh sát bọc thép sáu động cơ. 1934.
- ANT-23/I-12 - Máy bay chiến đấu hai động cơ thử nghiệm được trang bị hai súng không giật 75mm. 1931.
- ANT-24/TB-4: Mẫu thử máy bay ném bom 4 chỗ được phát triển từ ANT-16, thế hệ trước của ANT-26, 1931.
- ANT-25 - Máy bay ném bom một tầng cánh, một động cơ tầm xa. Do Pavel Sukhoi thiết kế. ANT-25RD (RD viết tắt của "Rekord Dalnosty", ví dụ "Range Record") được sử dụng để ghi lại chuyến bay từ Mátxcơva tới San Jacinto, California, USA qua Bắc Cực - 10148 km. 1933.
- ANT-26/TB-6: Đề án máy bay ném bom hạng nặng 12 động cơ, 1932.
- ANT-27/MDR-4/MTB-1: Tàu bay tuần tra cho Hải quân Liên Xô, 1934.
- ANT-28: Phiên bản chở hàng của ANT-26.
- ANT-29/DIP-1: Tiêm kích 2 động cơ. Phát triển từ ANT-21, 1935.
- ANT-29 (II): Phiên bản chở khách của MTB-1.
- ANT-30/SK-1: Máy bay ném bom tốc đọcao/tiêm kích hộ tống hai động cơ, được phát triển từ R-6 và MI-3, 1933.
- ANT-31/I-14: Máy bay tiêm kích cánh đơn, 1935.
- ANT-32/I-13: Đề án tiêm kích một chỗ.
- ANT-33: Đề án máy bay chở khách.
- ANT-34/MI-4: Đề án máy bay tiêm kích nhiều chỗ.
- ANT-35/PS-35:
- ANT-36/DB-1:
- ANT-37/DB-2:
- ANT-38/VSB-1:
- ANT-39:
- ANT-40/SB/PS-40/PS-41:
- ANT-41/T-1/LK-1:
- ANT-42/TB-7:
- ANT-43:
- ANT-44/MTB-2:
- ANT-45/DIP:
- ANT-46/DI-8:
- ANT-47/I-20:
- ANT-48/SS:
- ANT-49:
- ANT-50:
- ANT-51:
- ANT-53:
- ANT-56/SRB:
- ANT-57/PB:
- ANT-58:
- ANT-59:
- Tu-2 "Bat" (ANT-60):
- Tu-4 "Bull" (còn gọi là ANT-68):

B-4

### Máy bay thử nghiệm
- Tu-1 (ANT-63P):
- Tu-6 (ANT-64):
- Tu-8 (ANT-69):
- Tu-10 "Frosty" (ANT-68):
- Tu-12 (còn gọi là Tu-77):
- Tu-18 (còn gọi là Tu-72):
- Tu-24:
- Tu-26:
- Tu-30:
- Tu-54:
- Tu-64:
- Tu-70 "Cart":
- Tu-71:
- Tu-73 (I):
- Tu-73 (II):
- Tu-74 (còn gọi là Tu-73R):
- Tu-75:
- Tu-76 (I):
- Tu-76 (II):
- Tu-76 (III) (còn gọi là Tu-4D):
- Tu-78:
- Tu-79 (I):
- Tu-79 (II):
- Tu-80:
- Tu-81 (I):
- Tu-81 (II):
- Tu-82 "Butcher":
- Tu-83:
- Tu-84:
- Tu-85 "Barge":
- Tu-86:
- Tu-87:
- Tu-88:
- Tu-89 (còn gọi là Tu-14R):
- Tu-90:
- Tu-91 "Boot":
- Tu-92:
- Tu-93:
- Tu-94:
- Tu-95LAL:
- Tu-96:
- Tu-97:
- Tu-98 "Backfin" (còn gọi là Tu-24):
- Tu-99:
- Tu-100:
- Tu-101:
- Tu-102:
- Tu-103:
- Tu-105:
- Tu-106:
- Tu-107:
- Tu-108:
- Tu-109:
- Tu-110 "Cooker":
- Tu-111:
- Tu-112:
- Tu-114:
- Tu-115 (còn gọi là Tu-114VTA):
- Tu-116:
- Tu-117:
- Tu-118:
- Tu-119:
- Tu-120:
- Tu-122:
- Tu-124:
- Tu-125:
- Tu-127 (I):
- Tu-127 (II):
- Tu-129:
- Tu-130:
- Tu-132:
- Tu-134:
- Tu-135 (I):
- Tu-135 (II):
- Tu-136 Zvezda:
- Tu-136 (II):
- Tu-136 (III):
- Tu-137 Sputnik:
- Tu-137 (II):
- Tu-138:
- Tu-148:
- Tu-155:
- Tu-156:
- Tu-161:
- Tu-164:
- Tu-174:
- Tu-184:
- Tu-194 (I):
- Tu-194 (II):
- Tu-206:
- Tu-216:
- Tu-244:
- Tu-334:
- Tu-2000:

### Máy bay ném bom và các kiểu quân sự khác

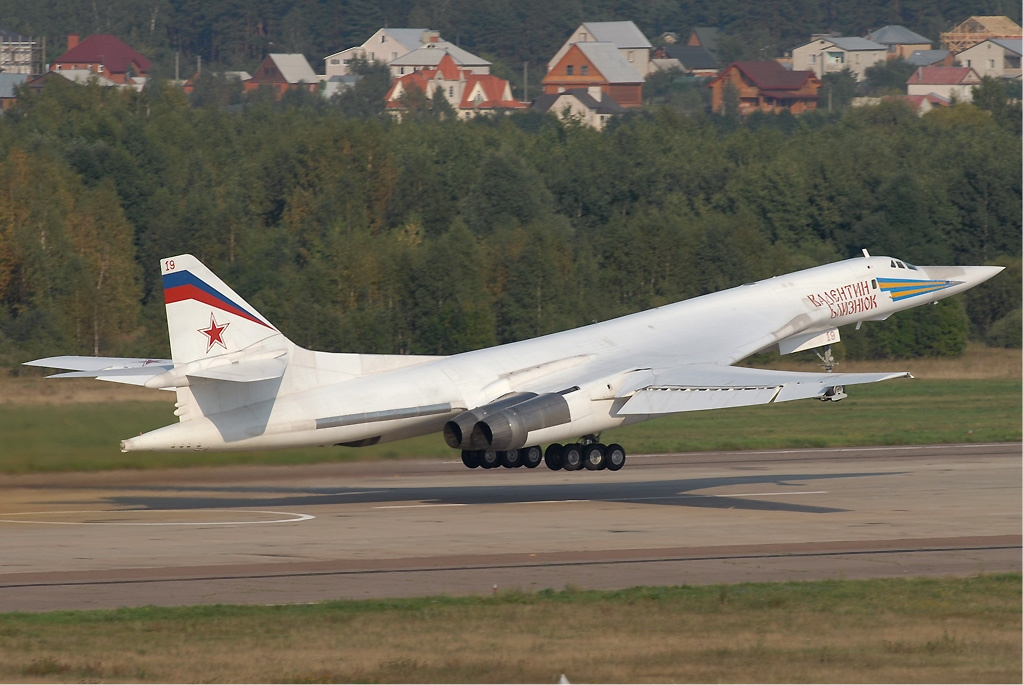
Tu-160, máy bay ném bom cuối cùng của Liên Xô

- Tu-14 "Bosun" (còn gọi là Tu-81)
- Tu-16 "Badger"
- Tu-20/Tu-95 "Bear"
  - Tu-142 "Bear F/Bear J"
- Tu-22 "Blinder"
- Tu-22M/Tu-26 "Backfire"
- Tu-126 "Moss"
- Tu-160 "Blackjack"

### Máy bay tiêm kích đánh chặn
- Tu-28/Tu-128 "Fiddler"

### Máy bay chở khách/vận tải

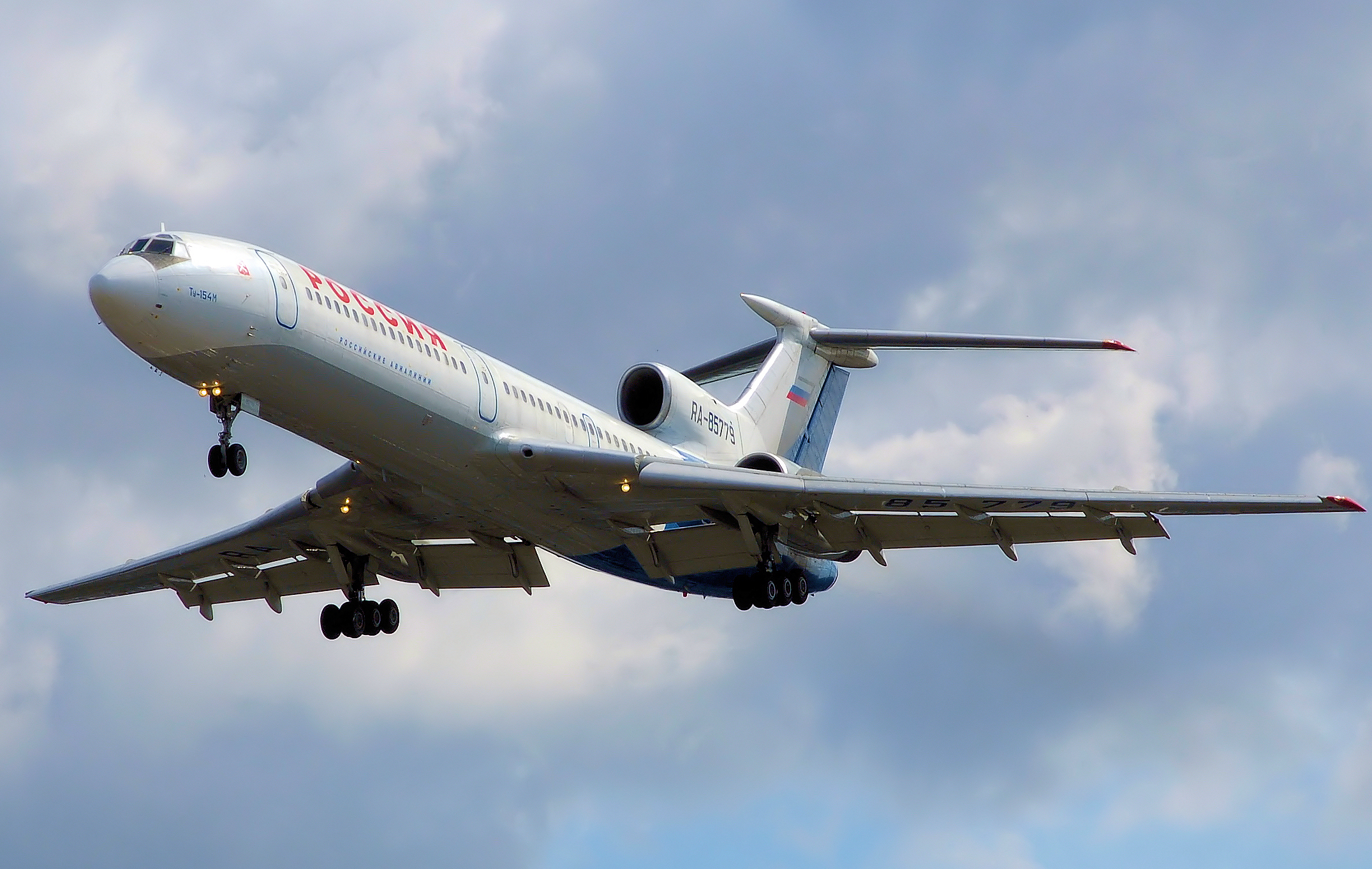
Tupolev Tu-154M.

- Tu-104 "Camel"
- Tu-114 Rossiya "Cleat"
- Tu-124 "Cookpot"
- Tu-134 "Crusty"
- Tu-144 "Charger"
- Tu-154 "Careless"
- Tu-204
- Tu-214
- Tu-234
- Tu-225

### Máy bay không người lái
- Tu-121
- Tu-123 Yastreb-1, 1961
- Tu-139 Yastreb-2
- Tu-141 Yastreb-P
- Tu-141 Strizh
- Tu-143 Reis
- Tu-243 Reis-D
- Tu-300 Korshun

### Đề án máy bay
- PAK DA: n
- Tu-324:
- Tu-330:
- Tu-338:
- Tu-344:
- Tu-404:
- Tu-414:
- Tu-444:

### Aerosledge
- Tupolev A-3 Aerosledge